# باربارا لاگوآ
باربارا لاگوآ (انگلیسی: Barbara Lagoa؛ زادهٔ ۲ نوامبر ۱۹۶۷) یک وکیل و حقوقدان آمریکایی است که به عنوان قاضی دادگاه تجدید نظر در دادگاه استیناف حوزه یازدهم ایالات متحده آمریکا فعالیت می‌کند. لاگوآ در سپتامبر ۲۰۱۹ توسط دونالد ترامپ نامزد ریاست دادگاه استیناف آتلانتا شد و سنا نیز با ۸۰ رای در برابر ۱۵ رای انتصاب او را تأیید کرد.